# Filippo Smaldone
Filippo Smaldone, född 27 juli 1848 i Neapel, Italien, död 4 juni 1923 i Lecce, var en italiensk romersk-katolsk präst. Han helgonförklarades av påve Benedictus XVI den 15 oktober 2006.
Smaldone ägnade sig i stor utsträckning åt välgörenhetsarbete bland döva, blinda, sjuka samt föräldralösa barn.